# 哈里斯敦鎮區 (伊利諾伊州梅肯縣)
哈里斯敦鎮區（英語：Harristown Township）是位於美國伊利諾伊州梅肯縣的一個行政鎮區。

## 地方資料
根據2010年美國人口普查的數據，哈里斯敦鎮區的面積為73.30平方千米，當中陸地面積為73.00平方千米，而水域面積為0.30平方千米。當地共有人口1858人，而人口密度為每平方千米25.35人。